# Uaxactún
Koordinaten: 17° 23′ 36,8″ N, 89° 38′ 4,3″ W

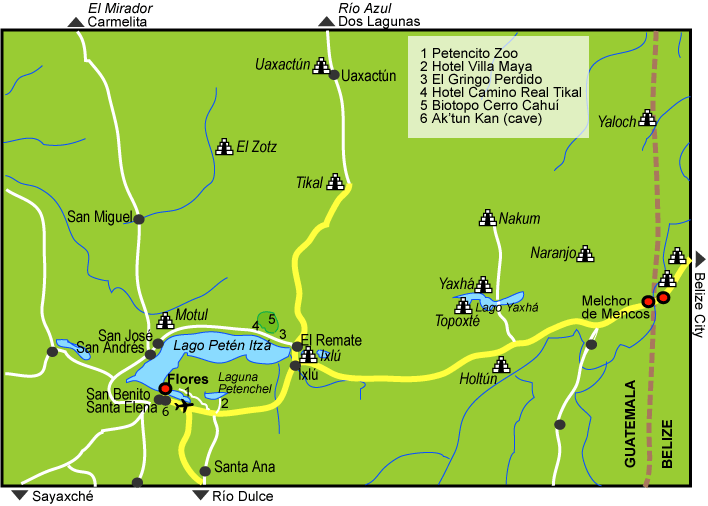
Uaxactún im Petén-Tiefland

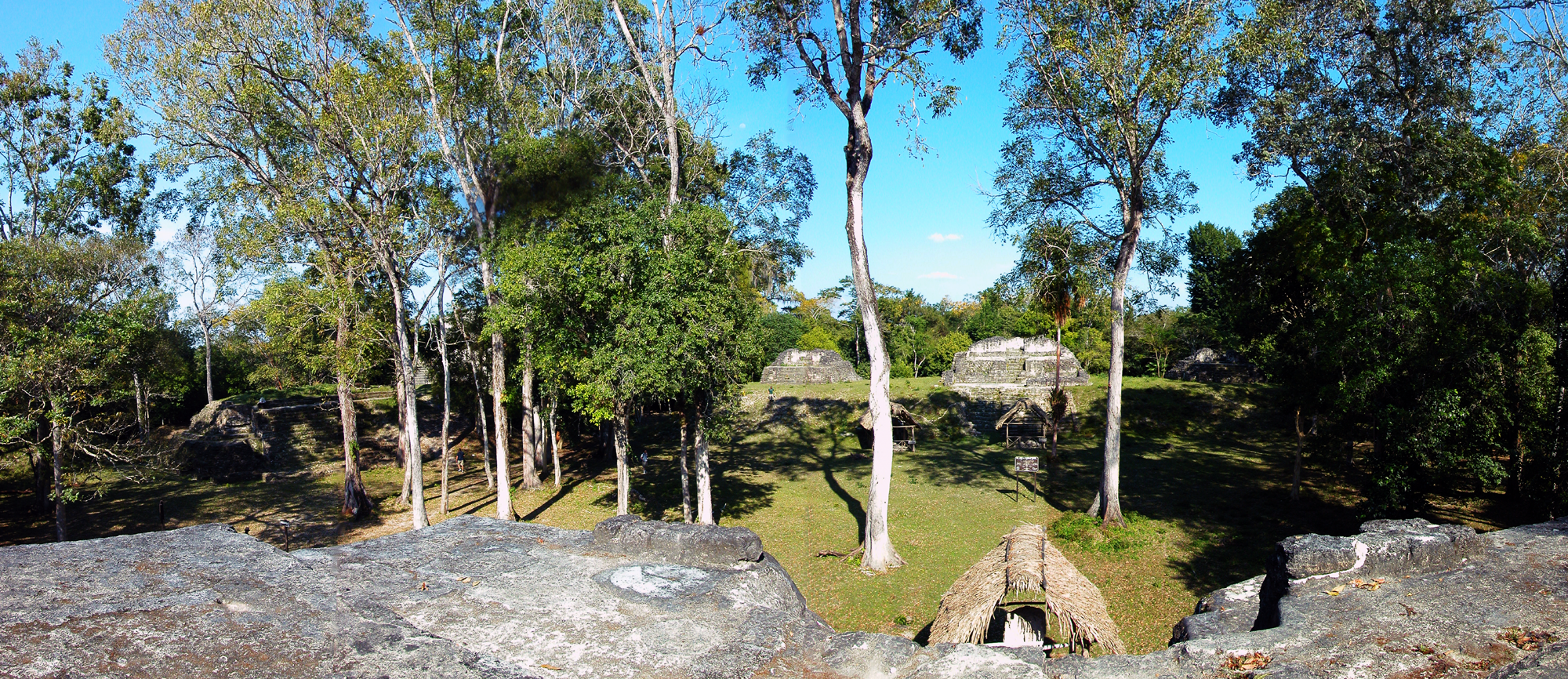
Uaxactún

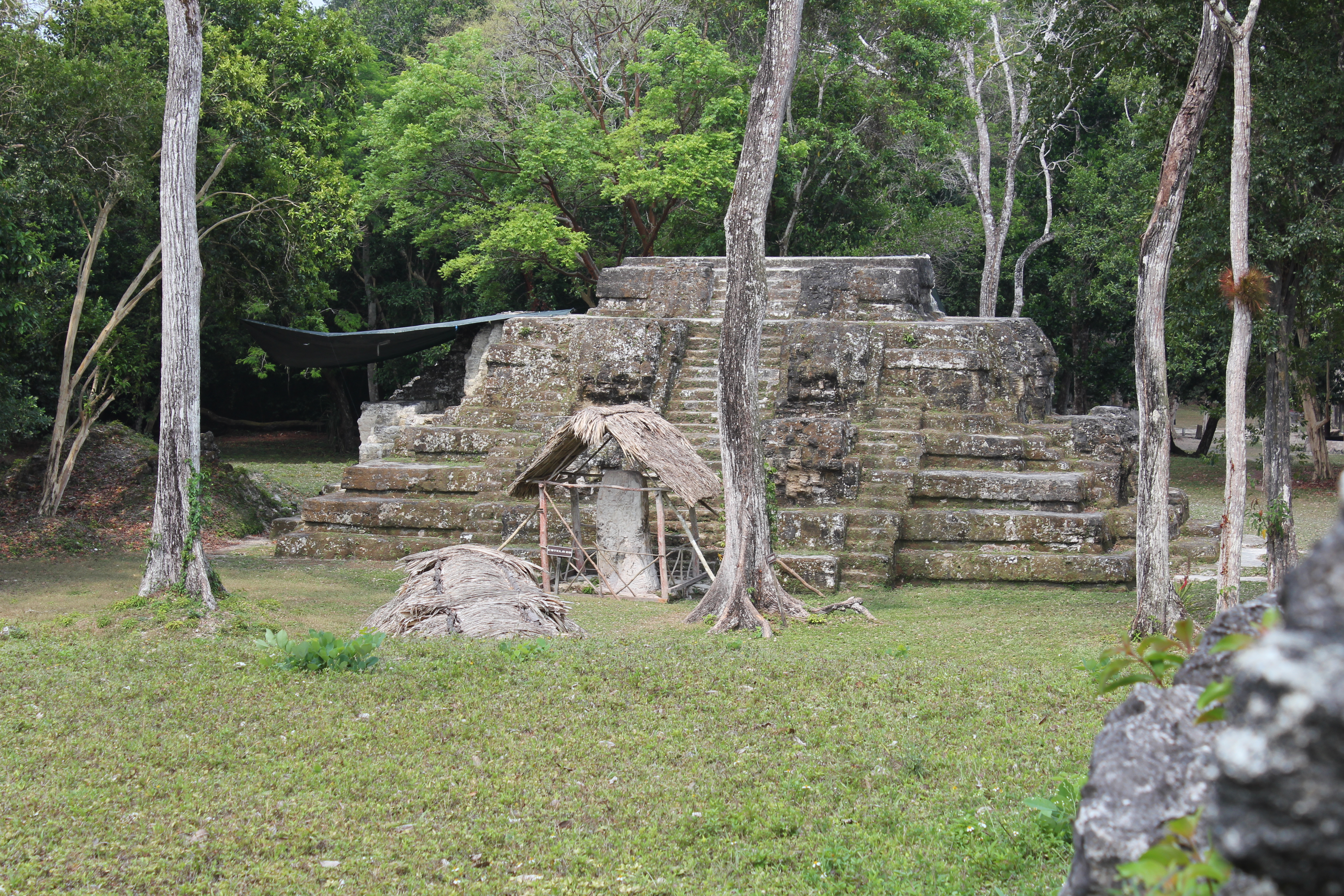
Uaxactún – Struktur E-VII-Sub oder „Tempel der Masken“

Uaxactún ist eine Ruinenstätte der Maya im Norden des Departamento Petén im heutigen Guatemala. Die Stadt war der erste Ort der Maya, an welchem Funde aus einer Epoche vor der Klassik gemacht wurden. 

## Lage
Die Stadt liegt ca. 23 km nördlich von Tikal. Der Name mit Bezug auf das Maya-Zahlwort waxak wurde von Sylvanus Morley gegeben, weil er hier eine Inschrift aus dem Baktun 8 der Maya-Zeitrechnung fand. Uaxactun wurde im Jahr 1982 zusammen mit den Maya-Stätten El Zotz und Yaxha in den Nationalpark von Tikal integriert.

## Geschichte
Uaxactún gilt – neben Nakbé – als eine der frühesten historischen Stätten der Maya und war seit der mittleren Präklassik bewohnt. Wie viele andere wichtige Zentren der Präklassik wurde Uaxactún gegen Ende der Präklassik (um 200 n. Chr.) aufgegeben und bald darauf erneut besiedelt. Die Stadt blühte in der Folgezeit auf, blieb jedoch immer im Schatten ihres großen Nachbarn Tikal. Einer dort gefundenen Inschrift zufolge wurde gab es kriegerische Auseinandersetzungen zwischen Tikal und Uaxatún, die im Jahr 378 durch die Einsetzung des wahrscheinlich aus dem zentralmexikanischen Teotihuacán stammenden Königs Siyaj K'ak' beendet wurden; fortan bildeten die beiden Maya-Städte knapp 200 Jahre lang eine politisch-kulturelle Einheit, die sich jedoch mit dem Niedergang von Teotihuacán und Tikal im 6. Jahrhundert aufzulösen begann. In den Jahren 554 bis 711 wurden keine Stelen mehr errichtet und es setzten tiefgreifende kulturelle Umwälzungen ein, die erst mit dem Kollaps der großen Maya-Zentren der Klassik im 8. und 9. Jahrhundert ihr Ende fanden. Auch Uaxactún blieb vom Kollaps nicht verschont; die letzte hier gefundene Inschrift stammt aus dem Jahr 889.
Uaxactún wurde im Jahr 1916 von Sylvanus Morley wiederentdeckt und nach dem bis dahin ältesten Maya-Datum der Langen Zählung benannt. Die Stätte wird seit den 1920er Jahren archäologisch erforscht. Der Aufbau des E-Komplexes wurde namensgebend für die sogenannte E-Gruppe, eine insbesondere im Maya-Tiefland weitverbreitete Struktur der Gestaltung zentraler Plazas.

## Bauten

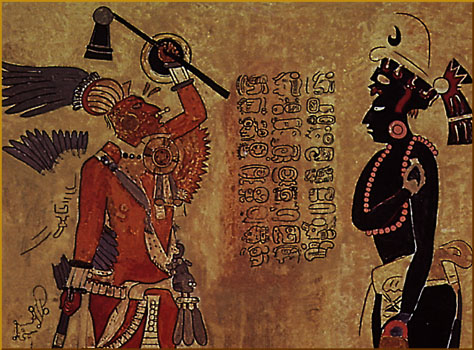
Wandmalerei im Gebäude B-XIII

In Uaxactún wurden mehrere Tempelpyramiden entdeckt, von denen die Struktur E-VII-Sub von späteren Überbauungen befreit wurde – zum Vorschein kam eine ältere Pyramide mit 4 Treppenaufgängen, welche von großen Stuckmasken gesäumt werden; auf einer kleinen Plattform im oberen Bereich der Pyramide sind die Unterkonstruktionen des Tempels erkennbar. Weitere Bauten im Komplex E (E-1 bis E-3) wurden in gerader Linie gebaut und stehen mit der Struktur E-VII-Sub in optischer Verbindung; Archäologen vermuten dahinter eine astronomische Ausrichtung mit Bezügen zur Sommer- und Wintersonnenwende (siehe Weblink).

## Malereien
Ausgesprochen gut erhalten sind einige Wandmalereien in der Struktur B-XIII. Sie zeigen u. a. die Begegnung zweier Herrscher, von denen nur einer in seiner erhobenen linken Hand eine Waffe(?) trägt. Der andere hält seinen angewinkelten rechten Arm vor der Brust; es ist unklar, ob es sich dabei um eine Begrüßungs- oder Unterwerfungsgeste handelt.

## Sonstiges
Im Jahr 1966 ließ sich der italienische Komponist Giacinto Scelsi von der Maya-Stadt Uaxuctún zu einem Werk für Chor und Orchester inspirieren, dem er den Titel Uaxuctum gab.